# Charaphloeus bituberculatus
Charaphloeus bituberculatus is een keversoort uit de familie dwergschorskevers (Laemophloeidae). De wetenschappelijke naam van de soort werd in 1878 gepubliceerd door Edmund Reitter.